# Kittaganamane, Alur
Kittaganamane là một làng thuộc tehsil Alur, huyện Hassan, bang Karnataka, Ấn Độ.